# Tivoli Stadion Tirol
Der Sport- und Freizeitpark Tivoli Stadion Tirol, meist kurz Tivoli, ist ein Fußballstadion im Stadtteil Pradl der österreichischen Stadt Innsbruck, Hauptstadt des Bundeslandes Tirol. Es ist Teil des Sportgeländes Tivoli. Das Stadion ist Heimspielstätte des Fußballvereins FC Wacker Innsbruck ,WSG Tirol sowie des American-Football-Klubs Raiders Tirol und wird darüber hinaus auch für Konzerte und vereinzelt Länderspiele der Österreichischen Nationalmannschaft genutzt. 
Das Tivoli gehört zu einem Zusammenschluss mehrerer Sport- und Veranstaltungsstätten in Innsbruck namens OlympiaWorld Innsbruck. Dazu gehören unter anderem die Olympiahalle Innsbruck, die Tiroler Wasserkraft Arena und der Olympia Eiskanal Igls.

## Geschichte
Das Tivoli-Neu wurde in der Zeit von März 1999 bis September 2000 nach Plänen des Architekten Albert Wimmer für rund 30 Millionen Euro erbaut. Es löste damit das alte Tivoli-Stadion als größtes Tiroler Fußballstadion ab. Das Stadion bietet dabei für nationale Spiele 16.008 Steh- und Sitzplätze und für internationale Spiele 15.200 Sitzplätze. Das Eröffnungsspiel am 8. September 2000 gewann der FC Tirol durch ein spätes Tor von Markus Scharrer gegen den SK Rapid Wien mit 1:0.
Nach der Insolvenz des FC Tirol im Jahre 2002 stand das Stadion ohne potentiellen Nutzer da, ein Problem, das mit Hilfe der Gründung der Spielgemeinschaft zwischen dem Regionalligisten WSG Swarovski Wattens und dem neu gegründeten FC Wacker Tirol – mittlerweile FC Wacker Innsbruck – gelöst wurde.
Zur Fußball-Europameisterschaft 2008, bei der drei Spiele im Tivoli-Neu ausgetragen wurden, wurde das Stadion durch eine temporäre Aufstockung der Süd-, Nord- und Westtribüne auf eine Kapazität von über 31.600 Sitzplätzen erweitert. Die Osttribüne konnte aufgrund einer direkt dahinter befindlichen Straße nicht ausgebaut werden. Die Baukosten für die Aufstockung sowie den Rückbau beliefen sich auf 30,6 Millionen Euro. Bislang fanden im Tivoli-Neu neun Länderspiele der österreichischen Nationalmannschaft – gegen Liechtenstein, Belarus, Luxemburg, die Schweiz, die Elfenbeinküste, Litauen, Ukraine, gegen Rumänien und Island – statt, die sieben Spiele gewinnen konnte und zweimal Remis spielte. Außerdem absolvierte die spanische Nationalmannschaft im Zuge ihrer Vorbereitung auf die Fußball-Weltmeisterschaft 2010 zwei freundschaftliche Länderspiele gegen Südkorea und Saudi-Arabien am Tivoli.
Das Tivoli-Neu ist außerdem die Heimstätte des siebenfachen österreichischen Meisters und Europacupsiegers im American Football, der Swarco Raiders Tirol. Das Spiel um die Eurobowl XXV am 17. Juni 2011 verfolgten 8.600 Zuschauer, was zu diesem Zeitpunkt die Rekordkulisse für ein American-Football-Spiel in Österreich bedeutete (das Spiel um die Austrian Bowl XVII in Wien übertraf diese Marke jedoch bereits eine Woche später). Das Stadion war ebenfalls Schauplatz dreier Länderspiele im Rahmen der American-Football-Weltmeisterschaft 2011, bei der Innsbruck neben Wien und Graz Spielort war.
Im August 2011 schloss FC Wacker Innsbruck mit der Tirol Werbung einen Sponsoringvertrag, der auch die Stadionnamensrechte beinhaltet. Für die nächsten zehn Jahre wird das Stadion den Namen „Tivoli Stadion Tirol“ tragen.
Zu beachten ist, dass das Stadion (sowie der gesamte Freizeitpark) im Volksmund als das Tivoli bekannt ist, während sein Namensvetter in Aachen stets der Tivoli genannt wird.
Seit der Saison 2019/20 trägt die WSG Tirol ihre Heimspiele im Tivoli aus, da das heimische Gernot-Langes-Stadion nicht erstligatauglich ist.

## Galerie

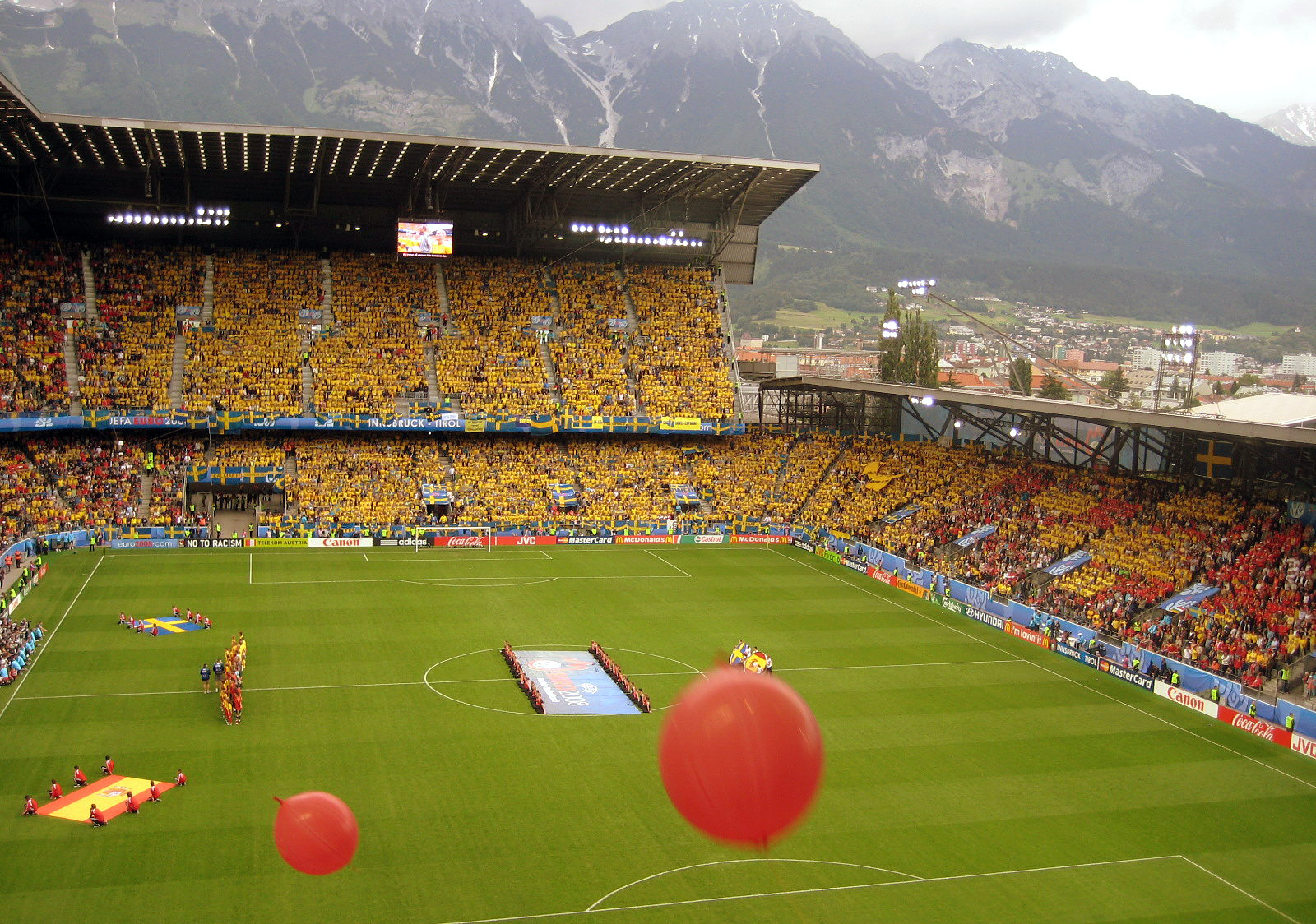
Vor dem EM-Spiel Spanien gegen Schweden am 14. Juni 2008
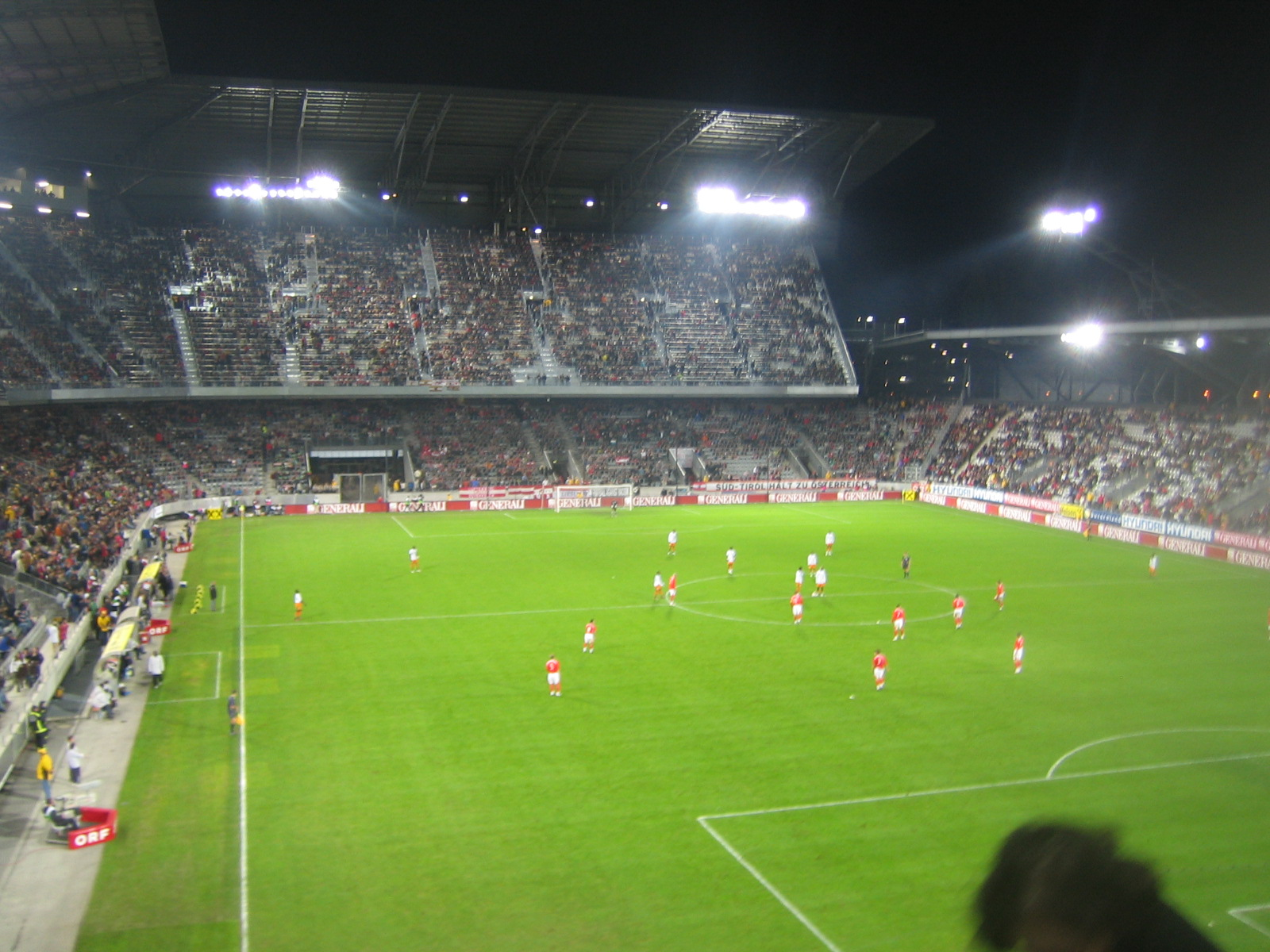
Freundschaftsspiel Österreich – Elfenbeinküste am 17. Oktober 2007